# Antonio Grimaldi Cebà
Il Serenissimo Antonio Grimaldi Cebà (Genova, 1534 – Genova, 1599) fu il 79º doge della Repubblica di Genova.

## Biografia

Stemma nobiliare dei Cebà

Approssimative e scarne le notizie biografiche sulla figura di Antonio Grimaldi Cebà. Nativo di Genova intorno al 1534, la sua famiglia servì dal XII secolo lo stato genovese in incarichi ufficiali e prestigiosi. Il nome del Grimaldi Cebà compare nel 1572 per l'assunzione dell'incarico a Magistrato degli Straordinari e, nel 1585, a Magistrato di Terraferma assieme ad Agostino Doria (doge nel biennio 1601-1603). Nel tempo, prima di ambire alla carica dogale, fu impiegato ancora in analoghi servizi di stato per Genova. Al futuro doge è registrata la proprietà nel 1588 di palazzo Grimaldi nel centro storico.
Facente parte di quella nobiltà considerata "vecchia", venne eletto al titolo dogale il 27 novembre 1593: il trentaquattresimo in successione biennale e la settantanovesima nella storia repubblicana. Così come il suo predecessore, Giovanni Agostino Giustiniani Campi, anche il neo doge Grimaldi Cebà registrò contrasti con l'arcivescovo genovese Alessandro Centurione tanto che, pur non avendo odi personali, incaricò l'ex doge e ora giureconsulto Davide Vaccari di recarsi a Roma alla corte di papa Clemente VIII per portare a conoscenza del pontefice episodi discutibili e "personalismi" del monsignore contro la Repubblica; di lì a poco il prelato dovette lasciare la carica arcivescovile della curia genovese.
Nella gestione politica e del territorio il mandato del doge Antonio Grimaldi Cebà fu contraddistinto dall'avvio di nuove trattative per l'acquisto del territorio di Sassello dal castellano-signore Gianandrea Doria, nipote del celebre ammiraglio onegliese Andrea Doria, che alla fine "cedette" solamente nel 1616 dopo l'esborso da parte dei Genovesi di 160.000 fiorini. Non meno difficile fu l'acquisizione del Marchesato di Zuccarello per i contrasti con il vicino Ducato di Savoia.
Terminato il biennio il 26 novembre 1595, fu quindi nominato procuratore perpetuo; ricoprì fino alla morte altri incarichi di stato. Morì a Genova nel corso del 1599 e trovò sepoltura all'interno della basilica di San Siro.
Nel ambito privato sposò Argenta Pallavicini, quest'ultima già stata moglie di Francesco Cattaneo.